# Micrathena stuebeli
Micrathena stuebeli là một loài nhện trong họ Araneidae.
Loài này thuộc chi Micrathena. Micrathena stuebeli được Ferdinand Karsch miêu tả năm 1886.